# Onthophagus meruanus
Onthophagus meruanus là một loài bọ cánh cứng trong họ Bọ hung (Scarabaeidae).